# Suchowolja (Lwiw)
Suchowolja (ukrainisch Суховоля; polnisch Suchowola) ist ein Dorf in der ukrainischen Oblast Lwiw mit 4100 Einwohnern (2012).

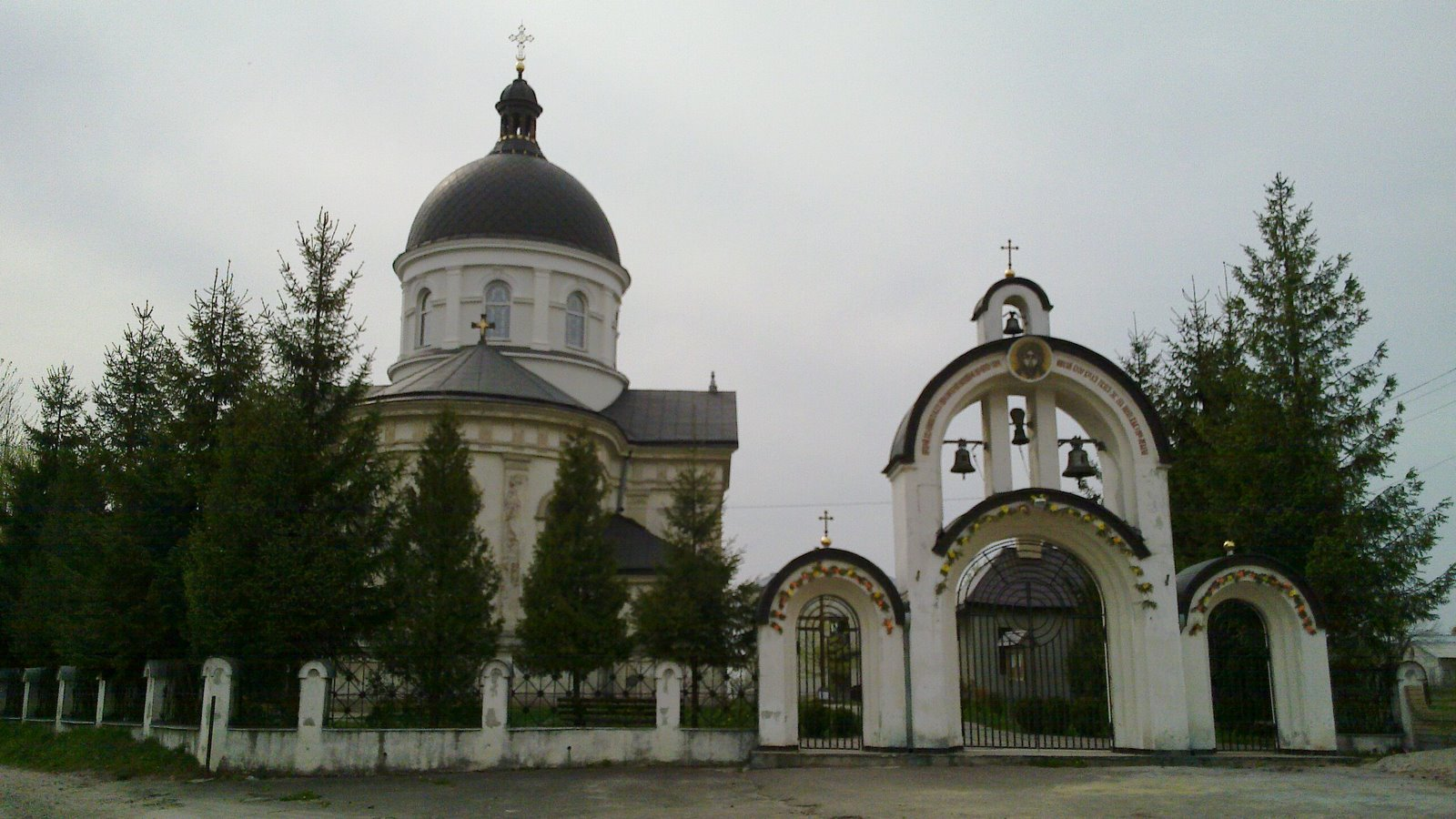
Die Sankt-Johannes-Apostel-Kirche von 1912

Am 12. Juni 2020 wurde das Dorf ein Teil der neu gegründeten Landgemeinde Symna Woda im Rajon Lwiw, bis dahin war es die einzige Ortschaft der gleichnamigen, 9,52 km² großen Landratsgemeinde im Nordosten des Rajon Horodok.
Das Dorf liegt in der historischen Landschaft Galizien nördlich der Fernstraße M 11 auf halbem Weg zwischen dem ehemaligen Rajonzentrum Horodok im Westen und dem Oblastzentrum Lwiw im Osten.
Die Ortschaft besitzt eine Bahnstation an der Bahnstrecke Lwiw–Przemyśl.
Bekanntestes Bauwerk des Dorfes ist die griechisch-katholische Sankt-Johannes-Apostel-Kirche, die 1912 vom Architekten Wassyl Nahirnyj (Василь Степанович Нагірний, 1848–1921) errichtet wurde.